# Zofia Jarema
Zofia Jarema-Holeksa z domu Leśniewska (ur. 15 maja 1919 w Warszawie, zm. 11 grudnia 2008 w Krakowie) – polska artystka teatru lalek, reżyser i scenograf.

## Życiorys
Studiowała historię sztuki na Uniwersytecie Warszawskim, a następnie rzeźbę i scenografię w krakowskiej Akademii Sztuk Pięknych. W latach 1938–1939 pracowała w krakowskim Teatrze Cricot. W 1939 wraz z mężem Władysławem pracowała w Państwowym Polskim Teatrze Lalek w Grodnie, gdzie była kierownikiem pracowni plastycznej. W 1941 powróciła do Warszawy, a po upadku powstania warszawskiego była więźniarką obozów koncentracyjnych w Stutthofie i Alvorwerk.
W 1945 wraz z mężem założyła Teatr Lalki, Maski i Aktora „Groteska” w Krakowie, którego w latach 1949–1975 była dyrektorką; zajmowała się tamże również reżyserowaniem przedstawień oraz ich scenografią. Do jej najbardziej znanych realizacji należą: Gdyby Adam był Polakiem z 1955, Noc cudów, Męczeństwo Piotra Oheya z 1959 (debiut Sławomira Mrożka), Czarowna noc z 1964, Dom na granicy z 1979. 
Odznaczona Krzyżem Kawalerskim (1964) i Krzyżem Oficerskim (2005) Orderu Odrodzenia Polski oraz Medalem 10-lecia Polski Ludowej (1955) i innymi odznaczeniami.
Pochowana na cmentarzu wojskowym przy ul. Prandoty w Krakowie (kw. XC-5-9).

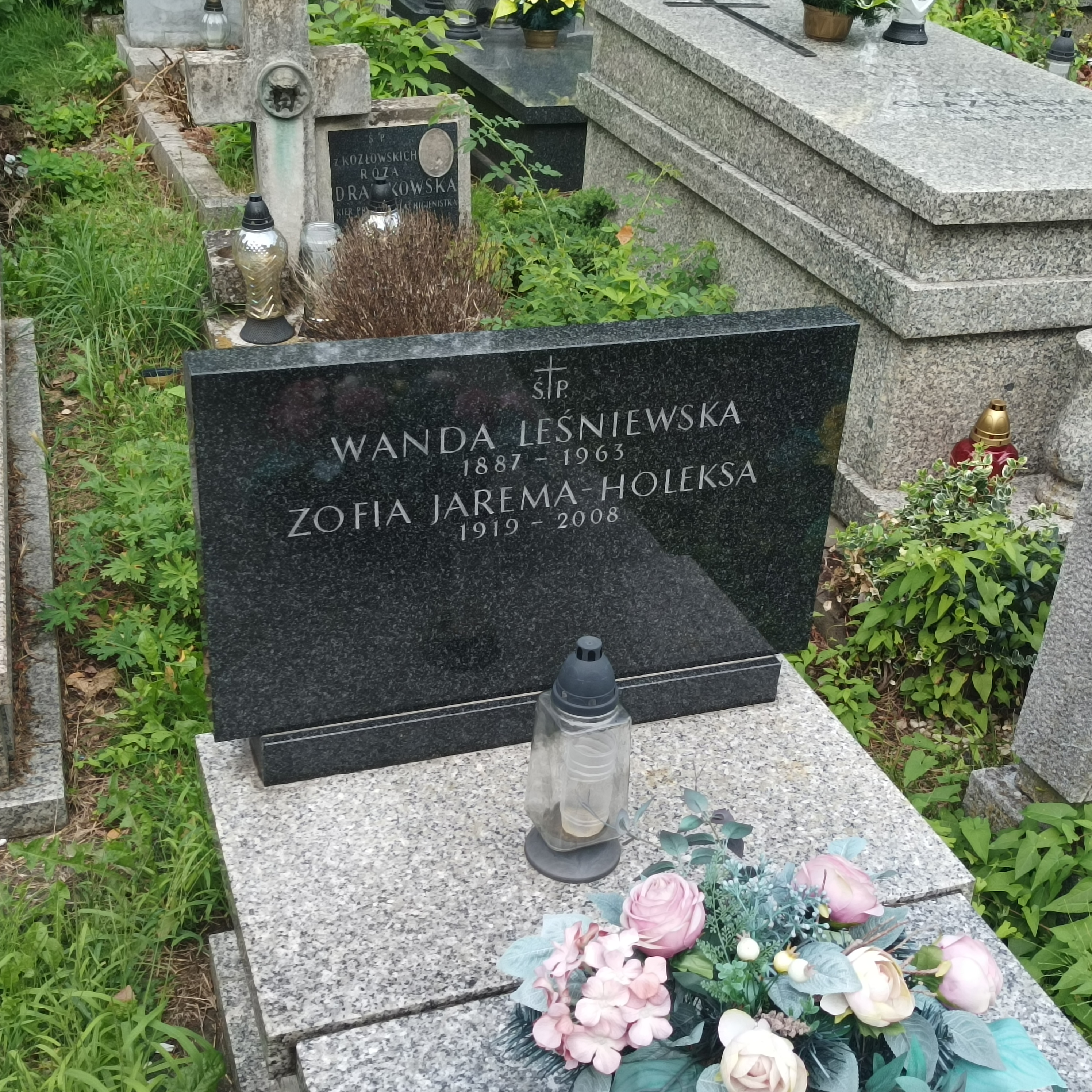
Grób Zofii Jaremy na cmentarzu wojskowym przy ul. Prandoty w Krakowie